# 75570 Йєновігнер
75570 Йєновігнер (75570 Jenőwigner) — астероїд головного поясу, відкритий 1 січня 2000 року.
Тіссеранів параметр щодо Юпітера — 3,199.